# Dovbîș
Dovbîș (în ucraineană Довбиш) este așezarea de tip urban de reședință a raionului Baranivka din regiunea Jîtomîr, Ucraina. În afara localității principale, mai cuprinde și satele Adamivka, Lisova Poleana, Liubarska Huta, Natalia și Osîcine.

## Demografie
Componența lingvistică a așezării de tip urban Dovbîș
     Ucraineană (98,21%)
     Rusă (1,47%)
     Alte limbi (0,08%)
Conform recensământului din 2001, majoritatea populației așezării de tip urban Dovbîș era vorbitoare de ucraineană (98,21%), existând în minoritate și vorbitori de rusă (1,47%).